# Златна на Острву
Златна на Острву (слч. Zlatná na Ostrove, мађ. Csallóközaranyos) насељено је мјесто са административним статусом сеоске општине (слч. obec) у округу Коморан, у Њитранском крају, Словачка Република.

## Становништво
| Година:    | 1994. | 2004.   | 2014.   | 2024.   |
| ---------- | ----- | ------- | ------- | ------- |
| Број људи: | 2416  | 2558    | 2390    | 2380    |
| Разлика:   |       | +5,87 % | -6,56 % | -0,41 % |

| Година:    | 2023. | 2024.   |
| ---------- | ----- | ------- |
| Број људи: | 2418  | 2380    |
| Разлика:   |       | -1,57 % |

Према подацима о броју становника из 2011. године насеље је имало 2.421 становника.